# Генрі Дандас, 1-й віконт Мелвілл
Генрі Дандас, 1-й віконт Мелвілл (28 квітня 1742, Далкіт (Мідлотіан) — 28 травня 1811, Единбург) — шотландський державний діяч і юрист.
Генрі Дандас був британським юристом і політиком шотландського походження з тривалим і визначним впливом на британську, зокрема шотландську, історію, аж до того, що його іноді називали «некоронованим королем» Шотландії або «Генріхом IX».

## Життєпис
Дандас був четвертим сином від другого шлюбу Роберта Дандаса, судді Сесійного суду, лорда Еністона (1685—1753), і отримав хорошу освіту в Королівській середній школі та Единбурзькому університеті .
Після того, як спочатку був дуже впливовим адвокатом і королівським службовцем в Единбурзі, він прагнув зробити політичну кар'єру. У 1774 році він був обраний до палати громад від Мідлотіана, а пізніше від Единбурга. Незабаром він став впливовим і обіймав важливі посади, тому з 1775 був «лордом-адвокатом» Шотландії (найвища юридична посада Шотландії), з 1782 р. скарбником Королівського флоту, що згодом справило йому великі проблеми.
Він близько заприятелював з Вільямом Піттом Молодшим, який прийняв його до свого кабінету як міністра внутрішніх справ у 1791 році. У 1794 році до відставки Пітта в 1801 році він був «військовим секретарем», та військовим міністром, пост, який був зайнятий ним вперше. У 1802 році він отримав звання пера за свої послуги і був зведений до рангу віконта Мелвілла і барона Даніра.
З 1804 року він здійснив ряд реформ у другому уряді Пітта як Перший лорд Адміралтейства. Під час його служби відбулася славна перемога над наполеонівською Францією в морській битві при Трафальгарі 21 жовтня 1805, яка була вирішальною для подальшого існування британської морської перваги.
Запідозрений у розтраті державних коштів після його перебування на посаді скарбника флоту, він був під слідством спеціальної комісії від 1802 до 1805 років. Його політичні опоненти, зокрема Семюел Вітбред, потім почали проти нього процедуру імпічменту в Палаті лордів у 1806 році. Хоча процес завершився його реабілітацією, після цього він більше не обіймав жодної державної посади. Смерть Вільяма Пітта в 1806 році, безумовно, сприяла цьому.
У 1783 році він був обраний членом Единбурзького королівського товариства.
У 1809 році зрікся графського титулу і помер 28 травня 1811 року під час візиту в Единбург.
Генрі Дандас був одружений двічі, від першого шлюбу мав трьох дочок і сина. Його син Роберт Дандас, пізніше 2-й віконт Мелвілл, який довгий час був його секретарем, пішов його слідами і сам надовго став першим лордом Адміралтейства.
На його честь названі острів Дандас на тихоокеанському узбережжі Канади та озеро Мелвілл на Лабрадорі, а також найжвавіша площа міста Торонто.

## Вебпосилання
- Impeachment-Prozess [Архівовано 14 січня 2022 у Wayback Machine.] — ausführliche biographische Angaben einschließlich Einzelheiten über den Impeachment-Prozess, basierend auf dem Werk Biographical Dictionary of Eminent Scotsmen von Robert_Chambers_(Verleger,_1802)|Robert Chambers in dem Jahr 1856 (englisch)